# بورتا (اسپانیا)
اسپانیا بورتا (به اسپانیایی: Bureta) یک شهرداری در اسپانیا است که در استان ساراگوسا واقع شده‌است.

## خصوصیات
بورتا ۱۱ کیلومترمربع مساحت و ۳۰۳ نفر جمعیت دارد.